# Гарсия Кастани, Хосе Пабло
Хосе́ Па́бло Гарси́я Каста́ни (исп. José Pablo García Castany; 30 августа 1948, Жирона, Каталония — 16 июня 2022, Жирона) — испанский футболист и футбольный тренер, играл на позиции полузащитника.

## Биография

### Игровая карьера
Начинал профессиональную карьеру в клубе «Кондал». В 1967 году присоединился к «Барселоне», но в составе «сине-гранатовых» не смог закрепиться, играя в аренде в клубах «Осасуна», «Кальво Сотело» и «Реал Сарагоса», за которую играл два сезона.
В 1973 году окончательно перешёл в «Сарагосу», в составе которой стал одним из ключевых игроков. 30 апреля 1975 года в матче Примеры с мадридским «Реалом» оформил хет-трик; «Сарагоса» выиграла тот матч со счётом 6:1. Всего во всех турнирах он сыграл за «Сарагосу» 246 матчей и забил 44 гола и реализовал 14 из 15 пенальти, которые он исполнял.
В 1978 году по причине тяжёлых травм покинул «Сарагосу» и приостановил игровую карьеру. Затем он играл за «Жирону» и «Баньолес», в котором закончил карьеру.

### Тренерская карьера
Работал главным тренером нескольких испанских футбольных клубов, среди которых была «Жирона», которую он возглавлял с 1996 по 1997 год.

### Смерть
Скончался 16 июня 2022 года в возрасте 73 лет от болезни Альцгеймара, от которой страдал последние несколько лет своей жизни.